# Ivan Pula
Ivan Pula (Estados Unidos, 9 de septiembre de 1999) es un jugador profesional estadounidense de rugby que se desempeña en la posición de pilar derecho en Anthem Rugby Carolina, equipo perteneciente a la liga Major League Rugby.

## Carrera
Pula hizo su debut como profesional con el equipo New England Free Jacks, después pasó a Anthem Rugby Carolina, disputando su segunda temporada en la Major League Rugby.